# 6-я гвардейская танковая бригада
6-я отдельная гвардейская танковая Сивашская Краснознамённая бригада — гвардейская танковая бригада Красной армии ВС СССР, в годы Великой Отечественной войны.
Условное наименование — войсковая часть полевая почта (в/ч пп) № 05845.
Сокращённое наименование — 6 гв. отбр.

## История формирования
Бригада была сформирована на основании приказа НКО СССР № 0063 от 12 августа 1941 года, и директивы заместителя НКО № 725373сс от 14 сентября 1941 года, как 1-я отдельная танковая бригада. Формирование бригады проходило в Московском автобронетанковом центре на станции Костерёво Московской области с 1 по 14 сентября 1941 года.
Приказом НКО СССР № 38 от 16 февраля 1942 года 1-й отдельной танковой бригаде за мужество и героизм личного состава присвоены почётное звание «Гвардейская» и новый войсковой номер — 6. Бригада стала именоваться: 6-я гвардейская танковая бригада.

## Участие в боевых действиях
Период вхождения в действующую армию: 17 февраля 1942 года — 6 июня 1944 года.

Сражение за Абганерово. Август 1942 года.

Во время тяжёлых оборонительных боёв за переправу через реку Дон бригада понесла большие потери в материальной части и личном составе и была отведена в район Сталинграда, на пополнение. Бригада получила танки непосредственно с Сталинградского тракторного завода и личный состав из Сталинградского АВТ центра. 1 августа 1942 года бригада была доведена до штатного состава и приступила к сколачиванию подразделений, из-за отсутствие времени экипажи остались недостаточно подготовленными к ведению боя.
Бригада получила приказ штаба Сталинградского фронта сосредоточиться к 12.00 3 августа в район Курмоярский, но в связи с изменением ситуации, была вынуждена выгрузиться на станции Тингута и походным порядком, 4 августа 1942 года вышла в район обороны: высота 126,6, северная окраина станции Абганерово, балка Худомясова, где согласно боевому распоряжению № 16 штаба АБТУ 64-й армии поступила в подчинение 126-й стрелковой дивизии.
11 и 12 апреля 1944 года 6-я гвардейская танковая бригада с 85-м гвардейским гаубичным артиллерийским полком РГК, 467-м лёгким артиллерийским полком и двумя батареями 297-го зенитного артиллерийского полка сломив сопротивление на рубеже Байсары, совхоз Кирк Ишунь, овладела станцией Чирик, совхозом Бий-Су-Ковча, Тогунчи, Камбары, Тобе-Чокрак, Старый Кульчук, перерезала тракт Симферополь — Евпатория и стала уничтожать отходящие колонны противника.
Утром 14 апреля 1944 года части бригады, совместно с 79-й танковой бригадой и при содействии партизан 6-й бригады Южного соединения освободили город Бахчисарай.
16 мая 1944 года бригада была выведена в Резерв Ставки ВГК в Тульский танковый военный лагерь МВО.
Приказом НКО СССР № 0041сс от 28 августа 1944 года 6-я отдельная гвардейская танковая Сивашская Краснознамённая бригада была переформирована в Гвардейское Сивашское Краснознамённое танковое училище с местом дислокации город Никополь, Харьковский военный округ.

## Состав
- управление
- 1-й танковый батальон
- 2-й танковый батальон
- Мотострелково-пулемётный батальон
- Противотанковая батарея
- Рота управления

- Управление бригады (штат № 010/345)
- 1-й отдельный танковый батальон (штат № 010/346)
- 2-й отдельный танковый батальон (штат № 010/346)
- Мотострелково-пулемётный батальон (штат № 010/347)
- Истребительно-противотанковая батарея (штат № 010/348)
- Зенитная батарея (штат № 010/349)
- Рота управления (штат № 010/350)
- Рота технического обеспечения (штат № 010/351)
- Медико-санитарный взвод (штат № 010/352)

- Управление бригады (штат № 010/500)
- 1-й отдельный танковый батальон (штат № 010/501)
- 2-й отдельный танковый батальон (штат № 010/501)
- 3-й отдельный танковый батальон (штат № 010/501)
- Моторизованный батальон автоматчиков (штат № 010/502)
- Зенитно-пулемётная рота (штат № 010/503)
- Рота управления (штат № 010/504)
- Рота технического обеспечения (штат № 010/505)
- Медико-санитарный взвод (штат № 010/506)

## В составе
| Подчинение     | Подчинение               | Подчинение | Подчинение           | Подчинение |
| Дата           | Фронт (военный округ)    | Армия      | Корпус               | Примечания |
| -------------- | ------------------------ | ---------- | -------------------- | ---------- |
| 1.03.1942 года | Юго-Западный фронт       | 21-я армия | -                    | -          |
| 1.04.1942 года | Юго-Западный фронт       | 38-я армия | -                    | -          |
| 1.05.1942 года | Юго-Западный фронт       | 28-я армия | -                    | -          |
| 1.06.1942 года | Юго-Западный фронт       | -          | -                    | -          |
| 1.07.1942 года | Юго-Западный фронт       | 28-я армия | 23-й танковый корпус | -          |
| 1.08.1942 года | Сталинградский фронт     | -          | -                    | -          |
| 1.09.1942 года | Юго-Восточный фронт      | 64-я армия | 13-й танковый корпус | -          |
| 1.10.1942 года | Сталинградский фронт     | 62-я армия | 23-й танковый корпус | -          |
| 1.11.1942 года | Сталинградский фронт     | 28-я армия | -                    | -          |
| 1.12.1942 года | Сталинградский фронт     | 28-я армия | -                    | -          |
| 1.01.1943 года | Южный фронт              | 28-я армия | -                    | -          |
| 1.02.1943 года | Южный фронт              | 28-я армия | -                    | -          |
| 1.03.1943 года | Южный фронт              | -          | -                    | -          |
| 1.04.1943 года | Южный фронт              | -          | -                    | -          |
| 1.05.1943 года | Южный фронт              | 51-я армия | -                    | -          |
| 1.06.1943 года | Южный фронт              | 51-я армия | -                    | -          |
| 1.07.1943 года | Южный фронт              | 51-я армия | -                    | -          |
| 1.08.1943 года | Южный фронт              | 51-я армия | -                    | -          |
| 1.09.1943 года | Южный фронт              | -          | -                    | -          |
| 1.10.1943 года | Южный фронт              | -          | -                    | -          |
| 1.11.1943 года | 4-й Украинский фронт     | 51-я армия | -                    | -          |
| 1.12.1943 года | 4-й Украинский фронт     | 51-я армия | -                    | -          |
| 1.01.1944 года | 4-й Украинский фронт     | 51-я армия | -                    | -          |
| 1.02.1944 года | 4-й Украинский фронт     | 51-я армия | -                    | -          |
| 1.03.1944 года | 4-й Украинский фронт     | -          | -                    | -          |
| 1.04.1944 года | 4-й Украинский фронт     | -          | -                    | -          |
| 1.05.1944 года | 4-й Украинский фронт     | -          | -                    | -          |
| 1.06.1944 года | Московский Военный Округ | -          | -                    | -          |
| 1.07.1944 года | Московский Военный Округ | -          | -                    | -          |
| 1.08.1944 года | Московский Военный Округ | -          | -                    | -          |
| 1.09.1944 года | Московский Военный Округ | -          | -                    | -          |
| 1.10.1944 года | Московский Военный Округ | -          | -                    | -          |

## Командование бригады

### Командиры бригады
- Хасин, Абрам Матвеевич (16.02.1942 — 15.06.1942), гвардии полковник;
- Кричман, Михаил Наумович[9] (16.06.1942 — 05.03.1943), гвардии подполковник, гвардии полковник (убыл в госпиталь);
- Пархоменко, Филипп Дмитриевич (05.03.1943 — 14.04.1943), гвардии майор;
- Жидков, Василий Фёдорович[10] (15.04.1943 — 28.08.1944), гвардии подполковник, гвардии полковник[11][12]

### Заместители командира по строевой части
- Карпов, Валентин Петрович[13] (16.02.1942 — 05.1942), гвардии майор;
- Дьяконенко Григорий Михайлович ( — 11.02.1943), гвардии майор (убит 11.02.1943)[14];
- Середа Митрофан Кириллович (1944), гвардии майор

### Военные комиссары бригады, с 9.10.1942 — заместители командира бригады по политической части
- Чепига Дмитрий Георгиевич (16.02.1942 — 27.04.1942), гвардии полковой комиссар;
- Жуков Михаил Григорьевич (04.05.1942 — 12.04.1943), гвардии старший батальонный комиссар, гвардии подполковник;
- Фомичев Тихон Григорьевич (12.04.1943 — 16.06.1943), гвардии подполковник[15]

### Начальники штаба бригады
- Кричман Михаил Наумович (16.02.1942 — 15.06.1942), гвардии майор, гвардии подполковник;
- Билев Анатолий Михайлович (15.06.1942 — 26.06.1942), гвардии майор;
- Ефремов Тимофей Григорьевич (26.06.1942 — 01.08.1942), гвардии майор;
- Богдасаров Василий Тимофеевич (01.08.1942 — 18.02.1943), гвардии майор, гвардии подполковник;
- Рафиков Якуб Билялович[16] (19.02.1943 — 01.11.1943), гвардии подполковник;
- Ерёмин Алексей Яковлевич[17] (16.08.1943 — 27.08.1943), гвардии полковник (погиб 27.08.1943)
- Карлявин Константин Александрович (10.11.1943 — 28.08.1944), гвардии майор[18]

### Начальники политотдела, с 06.1943 он же заместитель командира по политической части
- Корякин Анатолий Фёдорович (16.02.1942 — 05.03.1942), гвардии батальонный комиссар, гвардии старший батальонный комиссар;
- Фомичев Тихон Григорьевич (19.03.1942 — 12.04.1943), гвардии старший батальонный комиссар, гвардии подполковник;
- Чернышёв Анатолий Николаевич (12.04.1943 — 28.08.1944), гвардии майор, гвардии подполковник[15]

## Отличившиеся воины
| Награда | Ф. И.О                     | Должность                                                     | Звание  | Дата награждения   | Примечания                     |
| ------- | -------------------------- | ------------------------------------------------------------- | ------- | ------------------ | ------------------------------ |
|         | Андреев Николай Родионович | командир танкового взвода 1-го отдельного танкового батальона | гвардии | 5 ноября 1942 года |                                |
|         | Блинов Никита Павлович     | командир танковой роты 1-го отдельного танкового батальона    | гвардии | 5 ноября 1942 года | погиб в бою 2 апреля 1942 года |

## Танкисты-асы
| Ф. И.О                          | Должность                                                     | Звание                    | Победы | Типы танков | Обстоятельства подвигов |
| ------------------------------- | ------------------------------------------------------------- | ------------------------- | ------ | ----------- | --- |
| Моисеев, Николай Дмитриевич     | командир 1-го отдельного танкового батальона                  | гвардии майор             | 31     | Т-34-76     | также уничтожил 29 орудий и 24 пулемёта по состоянию на июль 1942 года, представлен к званию Героя Советского Союза, но награждён орденом Ленина |
| Андреев, Николай Родионович     | командир танкового взвода 1-го отдельного танкового батальона | гвардии старший лейтенант | 27     | Т-34-76     | один танк уничтожен тараном, также 2 танка захвачено и уничтожено несколько десятков орудий                                                      |
| Блинов, Никита Павлович         | командир танковой роты 1-го отдельного танкового батальона    | гвардии старший лейтенант | 6      | Т-34-76     | также уничтожил 8 орудий и несколько миномётных батарей                                                                                          |
| Дьяконенко, Григорий Михайлович | заместитель командира бригады по строевой части               | гвардии майор             | 5      |             | |

## Награды и почётные наименования
| Награда (наименование)            | Дата награждения                                                               | За что награждена |
| --------------------------------- | ------------------------------------------------------------------------------ | --- |
| Почётное звание «Гвардейская»     | присвоено приказом НКО СССР № 38 от 16 февраля 1942 года.                      | за проявленную отвагу в боях за Отечество с немецкими захватчиками, за стойкость, мужество, дисциплину и организованность, за героизм личного состава |
| Почётное наименование «Сивашская» | присвоено приказом Верховного главнокомандующего № 0102 от 24 апреля 1944 года | за отличия в боях при прорыве сильно укрепленной обороны противника на Перекопском перешейке и в озёрных дефиле на южном побережье Сиваша             |
| Орден Красного Знамени            | награждена указом Президиума Верховного Совета СССР от 5 ноября 1943 года      | за образцовое выполнение боевых заданий командования на фронте борьбы с немецкими захватчиками и проявленные при этом доблесть и мужество             |

## Память
- 2 февраля 1978 года в Тракторозаводском районе города Волгограда на улице Ополченской, дом 8, была открыта гранитная мемориальная табличка с надписью «В этом районе с 1 по 15 октября 1942 года героически сражались с немецко-фашистскими захватчиками воины 6-й гвардейской отдельной танковой бригады под командованием полковника Кричмана М. Н.»[29][30][к 1]
- Танк Т-70 установлен в память о воинах 6-й гвардейской Сивашской Краснознамённой танковой бригады, павших при освобождении Бахчисарая 14 апреля 1944 года.
- В дни празднования 40-летия освобождения Севастополя от фашистских захватчиков на Херсонесском маяке состоялось торжественное открытие мемориальной доски с надписью «В этом районе 12 мая 1944 г.героически сражались воины 6 гвардейской Краснознамённой Сивашской отдельной танковой бригады», на котором присутствовали ветераны бригады[31].
- Наименование полка высечено на мемориальной плите у обелиска воинской Славы на Сапун-Горе.
- В муниципальном бюджетном общеобразовательном учреждении города Ростова-на-Дону «Школа № 67 имени 6-й Гвардейской Сивашской танковой бригады» 6 октября 1984 года был создан военно-исторический музей 6-й Гвардейской Краснознамённой Сивашской отдельной танковой бригады[32].
- На кургане на въезде в г. Элисту со стороны города Волгоград установлен танк Т-34 — памятник героям-освободителям города Элисты в Великой Отечественной войне, посвященный воинам 28-й армии. На памятной стеле указаны названия воинских частей, дравшихся с фашистами в Калмыкии и участвовавших в освобождении города Элисты, в число которой входили так же бойцы 6-й гвардейской танковой бригады.
- Мемориальный комплекс воинам 28-й армии, в составе которой действовала 6-я гвардейская танковая бригада, находящийся в Республике Калмыкия примерно в 2-х километрах от населённого пункта Хулхута Яшкульского района, посвящён воинам 28-й армии, погибшим в сражениях во время Великой Отечественной войны. На территории, где сегодня находится памятник, было остановлено продвижение немецких войск в сторону Астрахани.
- 6-я гвардейская танковая бригада упомянута на памятном знаке в г. Сальске.

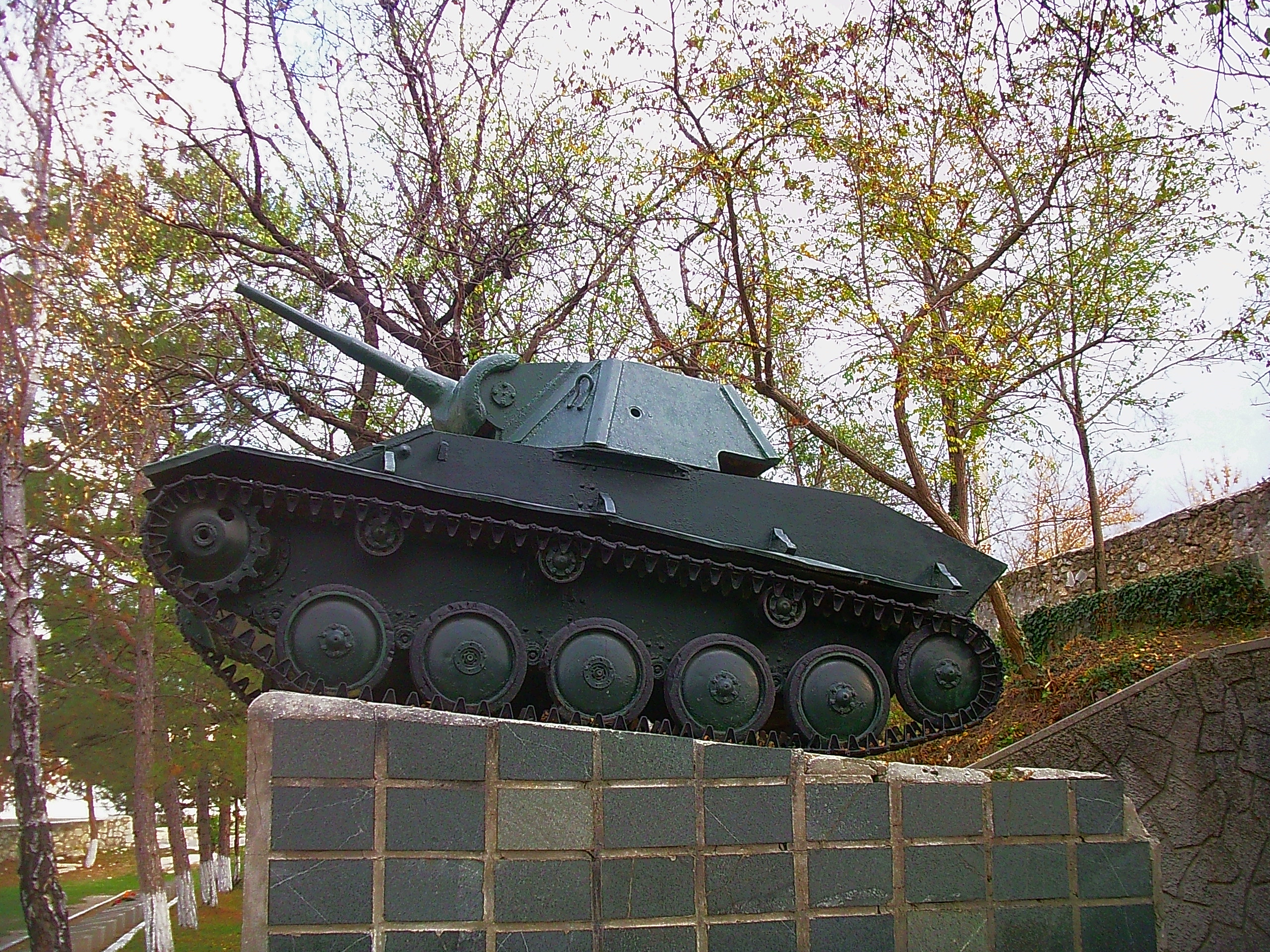
Танк-памятник воинам 6-й гвардейской танковой бригады в городе Бахчисарай
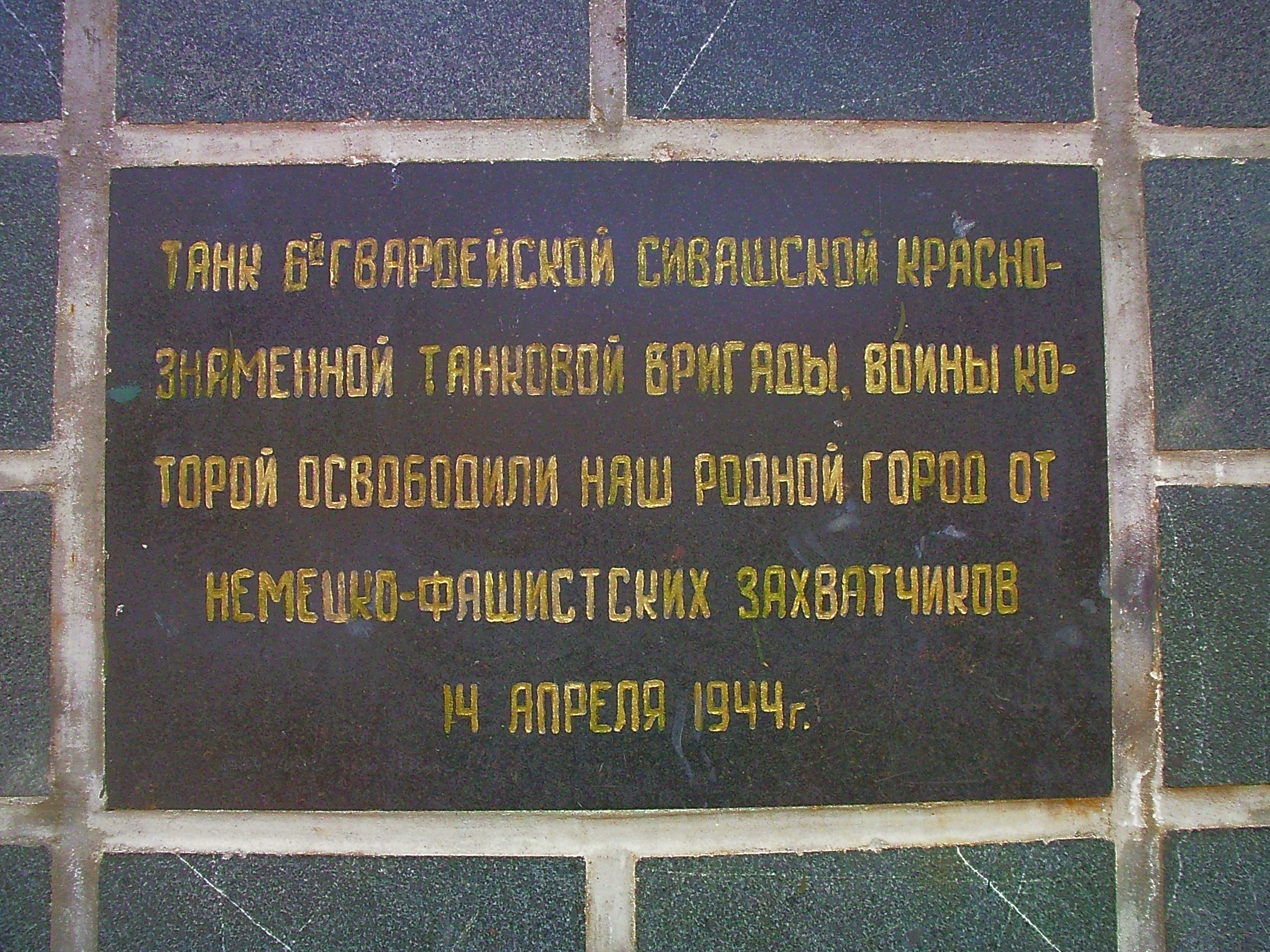
Мемориальная плита на постаменте танка
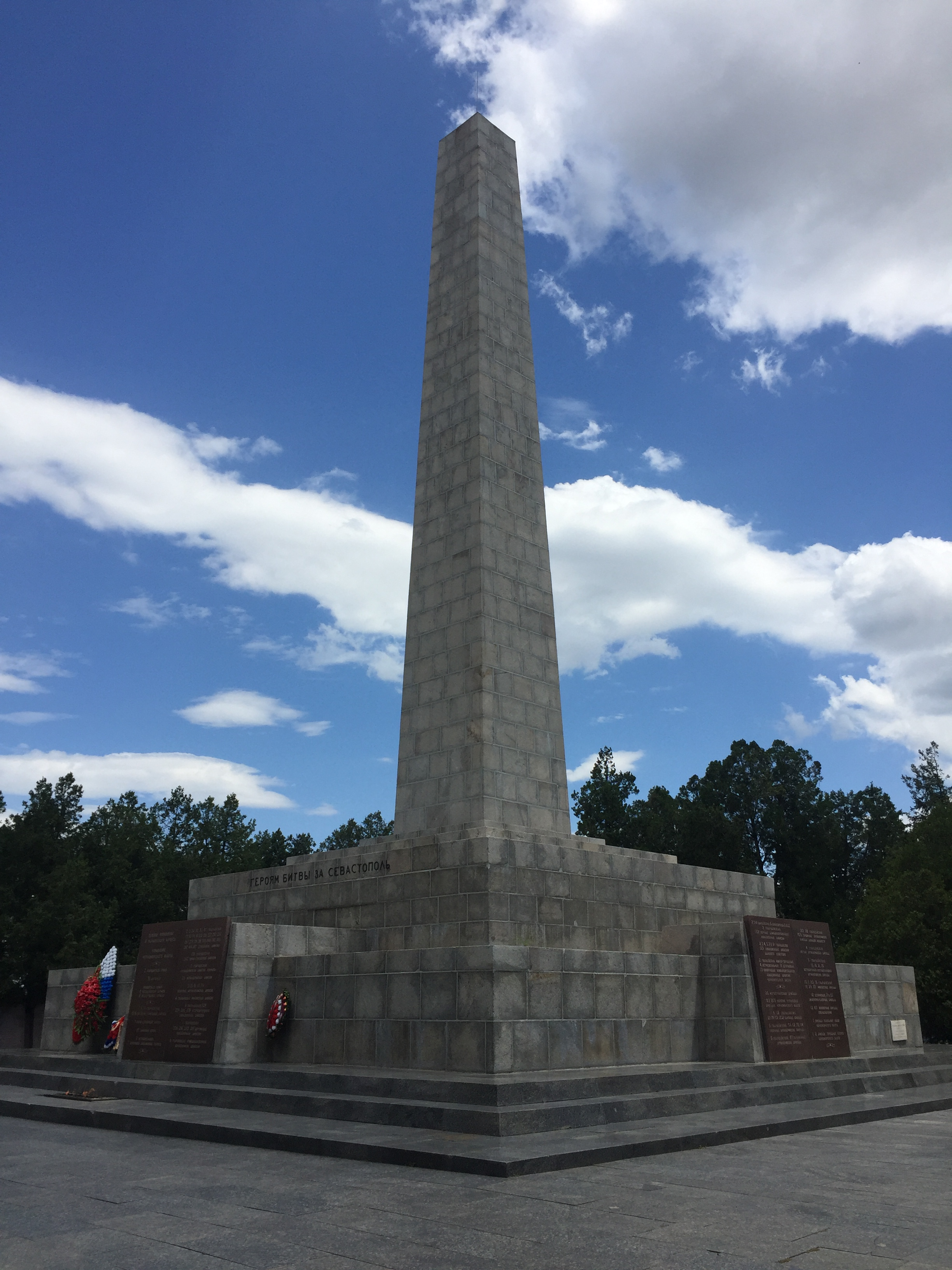
Обелиск воинской Славы на Сапун-Горе
Ансамбль «Памяти воинов 28 армии» в г. Элиста
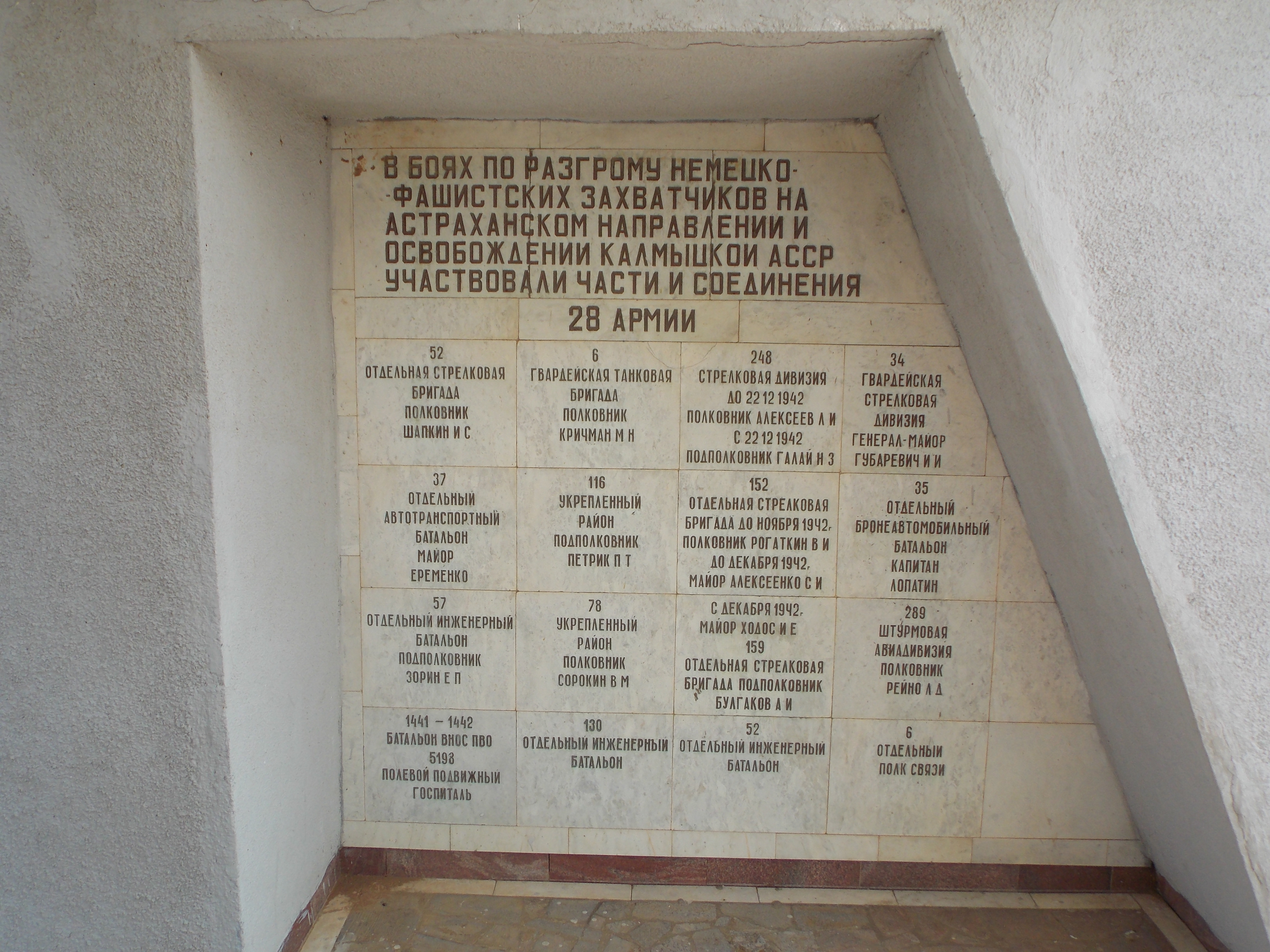
Информационная табличка с указанием воинских подразделений, участвовавших в сражении возле Хулхуты
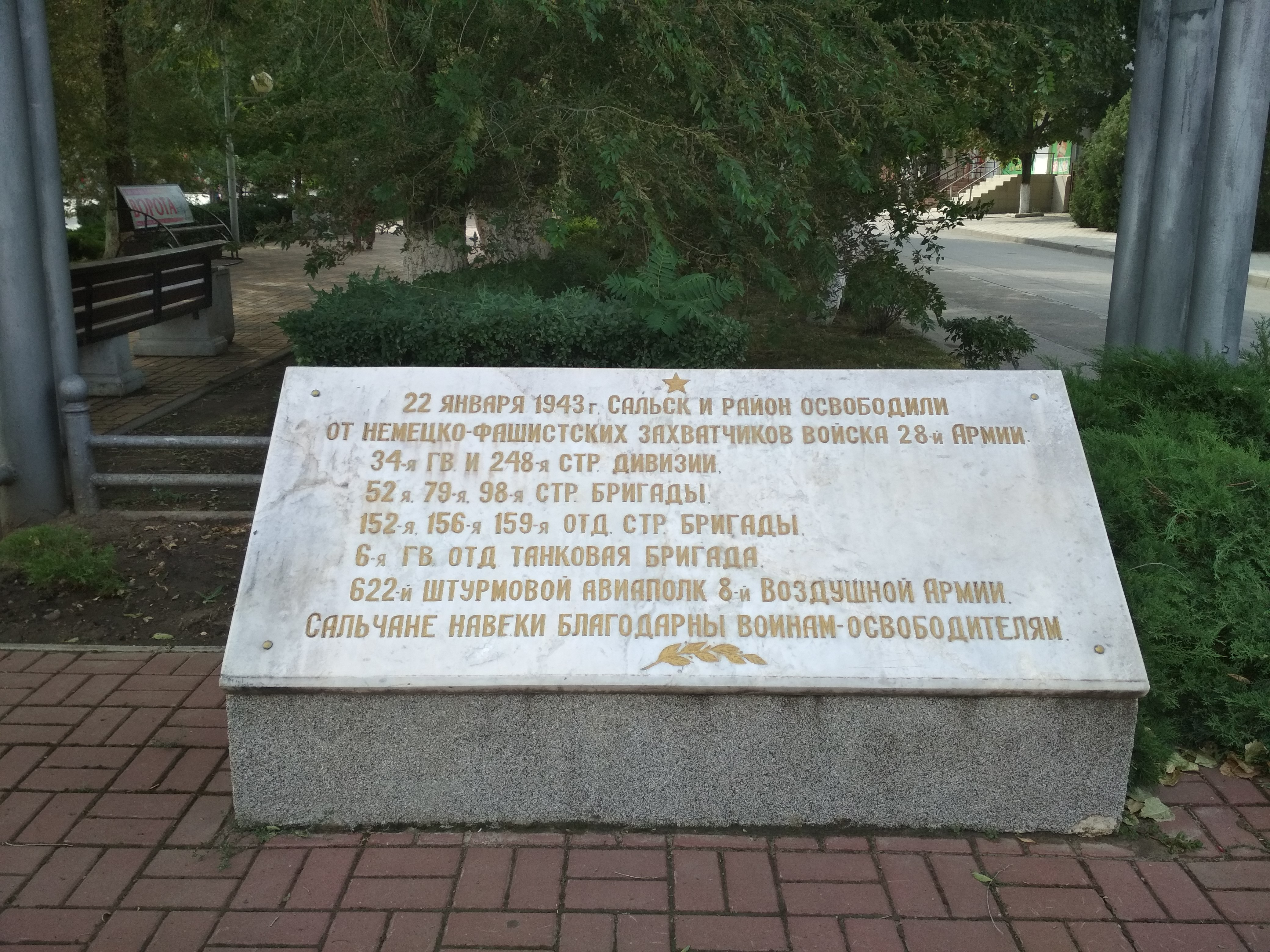
Памятный знак в Сальске в честь освобождения города воинами 28-й армии

## Комментарии
1. ↑  48°48′05″ с. ш. 44°35′57″ в. д.HGЯO